# جوزيف سارجنت
جوزيف سارجنت (بالإنجليزية: Joseph Sargent)‏ هو منتج أفلام ومخرج وممثل أمريكي، ولد في 22 يوليو 1925 في الولايات المتحدة، وتوفي بنفس المكان في 22 ديسمبر 2014. من الجوائز التي نالها جائزة الإيمي برايم تايم وجائزة نقابة المخرجين الأمريكيين.

## أعمال

### أفلام
- (1953) من هنا إلى الخلود
- (1974) أخذ بيلهام واحد اثنان ثلاثة
- (1994) إبراهيم

## جوائز
- جائزة الإيمي برايم تايم
- جائزة نقابة المخرجين الأمريكيين

## وصلات خارجية
- جوزيف سارجنت على موقع IMDb (الإنجليزية)
- جوزيف سارجنت على موقع ألو سيني (الفرنسية)
- جوزيف سارجنت على موقع تيرنر كلاسيك موفيز (الإنجليزية)
- جوزيف سارجنت على موقع أول موفي (الإنجليزية)
- جوزيف سارجنت على موقع قاعدة بيانات الأفلام السويدية (السويدية)
- جوزيف سارجنت على موقع إن إن دي بي (الإنجليزية)
- جوزيف سارجنت على موقع ديسكوغز (الإنجليزية)
- جوزيف سارجنت على موقع قاعدة بيانات الفيلم (الإنجليزية)
- جوزيف سارجنت على موقع كينوبويسك (الروسية)